# Girly Berry
Girly Berry (taj. เกิร์ลลีเบอร์รี) – tajski girlsband, znany również jako GB. W skład grupy wchodzą cztery członkinie: Wanida „Gybzy” Termthanaporn, Phataranan „Nannie” Deerassamee, Piya „Giftza” Pongkullapa i Mananya „Bell” Limsatien.
Przez pewien czas były nieaktywne, ale w 2012 roku powróciły z singlem „Featuring”, który pomógł im ponownie zyskać popularność. Chociaż grupa rozwiązała się w 2014 roku; ich media społecznościowe nadal aktywnie promują członków. Czasami można zobaczyć je wspólnie na różnych imprezach.

## Dyskografia

### Albumy
- 2002 Girly Berry
- 2004 Very Girly
- 2004 Unseen – On the beach
- 2004 B-Mix & Girly Berry: Friend Club
- 2005 Gossip
- 2006 Very Sexy (album kompilacyjny)
- 2006 Reality
- 2007 See Through
- 2008 Stop me Babe!
- 2009 Berry Secret
- 2012 Love Secret